# Monte Serra
Der Monte Serra ist ein Berg in der Hügelkette der Monti Pisani in der italienischen Region Toskana. Er liegt auf den Territorien der Provinz Pisa und der Provinz Lucca.

## Lage
Der in der Karbonzeit entstandene Monte Serra liegt ca. 20 km nordöstlich von Pisa, ca. 20 km südlich von Lucca und ca. 70 km westlich von Florenz. Er stellt mit seinen 917 m die höchste Erhebung der Provinz Pisa dar und ist Teil der Monti Pisani.

## Flugunfall
Am 3. März 1977 ereignete sich ein tödlicher Unfall. Ein Transportflugzeug vom Typ Lockheed C-130H (Vega 10) der auf dem Flughafen Pisa stationierten 46ª Brigata Aerea des italienischen Militärs flog kurz nach dem Start bei schlechter Sicht in den Monte Serra. Dabei kamen neben den fünf Besatzungsmitgliedern ein Marineoffizier und 38 Offizieranwärter der Accademia Navale ums Leben. Auf dem Monte Serra erinnert ein Denkmal an das Unglück.

## Sendeanlage
Auf dem Gipfel des Monte Serra und den benachbarten Hügeln befinden sich die Sendeanlagen des Grundnetzsenders Monte Serra. Hiermit werden große Teile der Toskana und des Latiums versorgt. Die Sender sind zudem auf der Insel Elba und exponierten Standorten von Korsika zu empfangen.